# David Williamson (homme politique)
Pour les articles homonymes, voir David Williamson et Williamson.
David Francis Williamson (8 mai 1934 - 30 août 2015) est un haut fonctionnaire britannique et européen, ainsi qu'un membre de la Chambre des lords.

## Éducation et jeunesse
Williamson fait ses études à la Tonbridge School et à l'Exeter College d'Oxford. Il sert dans les Royal Signals 1956-58 pendant son service national. Il épouse Patricia Smith en 1961 et ont deux fils.

## Carrière
Il commence sa carrière dans la fonction publique en 1958 au ministère de l'Agriculture, de la Pêche et de l'Alimentation, devenant le Directeur de cabinet du ministre en 1967.
Il est directeur général adjoint de l'agriculture à la Commission européenne de 1977 à 1983 et secrétaire général de la Commission européenne de 1987 à 1997. De 1983 à 1987, Williamson retourne au Royaume-Uni pour occuper les fonctions de secrétaire adjoint et diriger le Secrétariat européen au Cabinet Office.
Après avoir quitté Bruxelles, Williamson est créé pair à vie le 5 février 1999 avec le titre de baron Williamson de Horton, de Horton dans le comté de Somerset, et siège comme crossbencher dans la Chambre des lords, dont il est le coordinateur de 2004 à 2007.
En plus d'être nommé Compagnon de l'Ordre du Bain (CB) en 1984 et Chevalier Grand-Croix de l'Ordre de St Michael et St George (GCMG) en 1998, Williamson reçoit le Knight Commander's Croix du Bundesverdienstkreuz par l'Allemagne, est fait commandeur grand-croix de l'ordre royal de l'étoile polaire par la Suède et commandeur de la Légion d'honneur par la France. Il est admis au Conseil privé en avril 2007.

## Distinctions
- Commandeur grand-croix de l'ordre royal de l'Étoile polaire
- Commandeur de la Légion d'honneur